# Pholeomyia hurdi
Pholeomyia hurdi är en tvåvingeart som beskrevs av Curtis W. Sabrosky 1959. Pholeomyia hurdi ingår i släktet Pholeomyia och familjen sprickflugor. Inga underarter finns listade i Catalogue of Life.